# Ankō Azato
Anko Azato (安里 安恒, Azato Ankō hay Azato Yasutsune trong tiếng Nhật, 1827 - 1906) là một bậc thầy về karate của Vương quốc Lưu Cầu. Ông và Ankō Itosu là hai võ sư karate chính đã dạy Gichin Funakoshi, người sáng lập Shotokan karate. Gichin Funakoshi dường như là nguồn gốc của hầu hết các thông tin liên quan đến Azato. Nhiều bài viết chứa thông tin về Azato, nhưng các phần có liên quan rõ ràng dựa trên mô tả của Gichin Funakoshi về vị võ sư này. Anko Azato theo Gichin Funakoshi từng miêu tả rằng: "[...]sư phụ Azato thì cao, có đôi vai rộng, đôi mắt sắc sảo và hình dáng của một samurai cổ xưa[...]".
Lần đầu tiên Funakoshi gặp Azato khi anh là bạn học thân thiết của con trai Asato; ông gọi Azato là "một trong những chuyên gia vĩ đại nhất của Okinawa trong nghệ thuật karate".  Theo Gichin Funakoshi, thầy Azato là người thuộc về một trong 2 tầng lớp bậc trên của các gia đình shizoku ở Okinawa: tầng lớp Udon là tầng lớp cao nhất, tương đương với tầng lớp daimyo ở các dòng họ bên ngoài Okinawa; tầng lớp Tonochi là hậu duệ của những người đứng đầu các thị trấn và làng mạc. Ông Azato thuộc về tầng lớp sau, gia đình ông giữ những vị trí trọng vọng ở ngôi làng Azato, nằm giữa Shuri và Naha. Có điều rất hay là những người thuộc dòng họ Azato được cựu thống đốc của Okinawa cư xử bình đẳng như những người bạn thân chứ không coi như những người thuộc cấp. Azato không chỉ là một bậc thầy về karate mà còn có kỹ năng cưỡi ngựa, Jigen-ryū kendō (kiếm thuật), bắn cung và một học giả xuất chúng. Trong thời đại Tokyo, Asato đã học cưỡi ngựa theo phong cách phương Tây từ Masakazu Megada, người từng là trung úy của Hoàng đế Minh Trị và học bắn cung từ Sekiguchi.
Trong một bài báo năm 1934, Funakoshi chia sẻ rằng Azato và Itosu là bạn đã cùng nhau học karate dưới thời Sōkon Matsumura. Gichin Funakoshi cũng kể đến việc Asato và Itosu đã từng vượt qua một nhóm gồm 20 kẻ tấn công và Azato đã đặt bẫy cho những kẻ gây rối trong làng quê của ông ta. Trong cuốn tự truyện năm 1956 của mình "Karate-Do: My Way of Life", Funakoshi Gichin đã kể lại một số câu chuyện về thầy Azato của mình.
Anko Azato là người đưa ra giả thuyết về nguồn gốc của karate xuất phát từ các điệu múa vùng nông thôn Lưu Cầu, một môn võ (người Ryukyu gọi là "dei" và viết bằng chữ Hán là "手") hình thành và phát triển thành"Todei" (唐手).

## Một bậc thầy về karate
Trong cuốn tự truyện của mình: "Karate-Do: My Way of Life", Gichin Funakoshi có viết về người thầy dạy karate của mình:
"[...]Một khẩu quyết nữa của ông Azato là "Khi tập karate, hãy nghĩ những cánh tay và những đôi chân của mình như những lưỡi kiếm". Trong thực tế, những pha thi triển Karate của chính ông Azato là những ví dụ sống động cho triết lý này. Có lần, có một người hỏi ông về ý nghĩa và cách ứng dụng của đòn đánh Ippon-ken. Ông Azato nói nhẹ nhàng: "Thử đánh tôi đi". Người kia làm như được bảo, nhưng trong chớp mắt, cú đánh bị gạt đi và chính đòn Ippon-ken của ông Azato bay về phía bụng đối thủ, dừng lại trước mục tiêu với một khoảng cách chỉ bằng một tờ giấy mỏng. Toàn bộ các động tác hết sức tuyệt vời. Người đặt câu hỏi thậm chí không có thời gian để chớp mắt trước khi nhận ra rằng: nếu như đòn đánh thật sự trúng vào chấn thủy của mình thì có thể anh ta đã thiệt mạng.
Ông Azato cũng có những thông tin hết sức chi tiết về tất cả các chuyên gia karate sống tại Okinawa trong thời gian đó. Những thông tin này không chỉ bao gồm những chi tiết đơn giản như tên tuổi, địa chỉ mà còn là những điều về khả năng, kỹ năng đặc biệt và kỹ thuật của họ, điểm mạnh và điểu yếu của từng người. Ông thường nói với tôi rằng hiểu được khả năng và kỹ thuật của đối thủ tức là đã giải quyết được phân nửa trận đấu, và ông trích dẫn một câu của Tôn Tử: "Biết người biết ta, trăm trận trăm thắng".[...]"

## Nhạy bén về mặt chính trị
Trong cuốn tự truyện của mình: "Karate-Do: My Way of Life", Gichin Funakoshi có viết về khả năng nhạy bén về chính trị của thầy mình:
"[...]sư phụ Azato là một người quan sát rất nhạy bén về tình hình chính trị. Tôi nhớ có lần ông nói với tôi rằng: "Này Funakoshi, sau khi tuyến đường sắt xuyên Siberia được hoàn thành thì chiến tranh giữa Nhật và Nga sẽ khó mà tránh khỏi". Ông nói điều này nhiều năm trước khi sự đối nghịch giữa 2 đất nước xảy ra vào năm 1904. Điều có lúc tưởng chừng khó có thể xảy ra đã trở thành thực tế và tôi hết sức ấn tượng với tầm nhìn về chính trị của ông Azato. Cũng chính ông, trong thời Minh Trị Duy Tân, đã khuyến cáo thống đốc của Okinawa hãy hợp tác hoàn toàn với chính quyền mới thành lập, và khi lệnh cấm không được búi tóc được triển khai, thì ông là một trong những người đầu tiên chấp hành."

## Một tay kiếm giỏi hệ phái Jigen
Trong cuốn tự truyện của mình: "Karate-Do: My Way of Life", Gichin Funakoshi có viết về khả năng kiếm thuật của thầy mình:
"[..]Dù không phải là người hay khoe khoang, ông hết sức tự tin vào khả năng kiếm thuật của mình. Có lần, tôi nghe ông nói rằng: "Ta không nghĩ rằng ta sẽ thua bất cứ ai trên đất nước này nếu như bước vào một cuộc đấu sinh tử tay đôi". Sự tự tin này sau đó được chứng minh là có cơ sở khi ông Azato gặp Yorin Kanna, một trong những kiếm sư giỏi nhất của Okinawa. Kanna là một người cao to lực lưỡng với những bắp tay và vai to, người ta thường nói rằng vai của ông ấy như những tòa nhà hai tầng. Ông là một người can đảm, không biết sợ là gì, và ông cũng rất nổi tiếng về khả năng võ thuật. Ông cũng còn là một người học rộng, am hiểu cổ thư của cả Nhật Bản lẫn Trung Hoa. Rõ ràng, ai đó có thể nghĩ rằng ông ấy vượt trội so với ông Azato. Tuy nhiên, trong cuộc đối đấu nổi tiếng ấy, khi ông tấn công Azato bằng một đường kiếm, ông đã hết sức ngạc nhiên khi thấy đòn tấn công của mình bị đối thủ tay không đẩy sang một bên. Bằng một cái hất tay, ông Azato không chỉ tránh được đòn đâm tới mà còn buộc ông Kanna phải khuỵu chân xuống. Khi tôi yêu cầu ông Azato mô tả cho tôi điều gì đã thực sự xảy ra thì ông nói rằng: Kanna là một kiếm sư giỏi, người có tiếng là bất khả chiến bại và không biết sợ là gì, có khả năng khiến đối thủ của ông ấy kinh hãi ngay từ đầu cuộc chạm trán và nhờ đó có thể kết liễu đối thủ nhanh chóng. Tuy nhiên, ông Azato bảo, nếu như đối thủ không khiếp sợ, nếu như anh ta giữ được sự lạnh lùng và nếu như anh ta tìm được chỗ sơ hở trong thế thủ của Kanna thì chiến thắng không phải là điều quá khó. Lời khuyên này, cũng như tất cả những chỉ dẫn sau đó của ông Azato, có giá trị rất lớn đối với tôi.[...]"